# Thulinia
Thulinia là một chi phong lan trong họ Orchidaceae.